# Motýlek granátový
Motýlek granátový (Granatina granatina, syn. Uraeginthus granatinus) je africký pěvec z čeledi astrildovitých. Mimo to se jedná i o druh populární v soukromých chovech, ačkoliv je na chov náročnější, než jiné druhy astrildovitých. Druh není jednoznačně taxonomicky zařazen: zatímco někteří ornitologové se přiklání k zařazení do rodu Uraeginthus, jiní, například Joachim Steinbacher a Jürgen Nicolai, zastávají zařazení do rodu Granatina.

## Popis

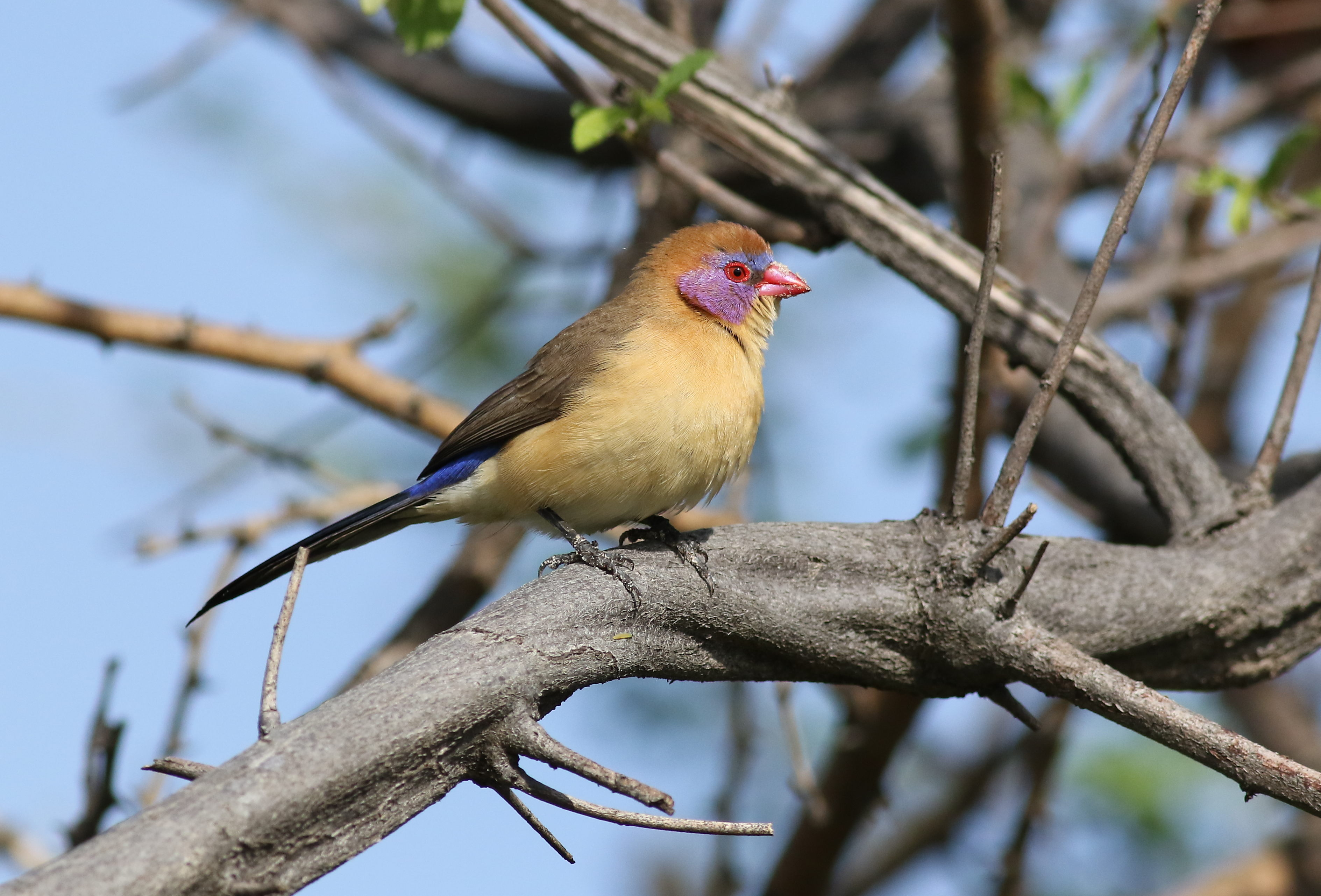
Dospělá samička z Botswany

Tělo dospělých ptáků měří okolo 15 cm, většinou mezi 13 až 15 cm. U tohoto druhu je výrazný pohlavní dimorfismus: zatímco samci jsou pestrobarevní a výrazní, samice jsou méně zajímavé. Dospělí samci mají skořicově zbarvené tělo, zářivě modrou spodinu, fialové líce a červené oči, jejich okolí i zobák. Samice i mladí jedinci jsou mnohem světlejší, ale zůstávají u nich nafialovělé až modré líce a světle modrá spodina. Zpívají jak samečci, tak samičky.
Motýlci granátoví obývají Angolu, Botswanu, Mosambik, Namibii, Jihoafrickou republiku, Zambii a západní část Zimbabwe. V jižním Mosambiku a východní Zimbabwe se jedná spíše o raritu. Vyhledávají suché otevřené pláně s keři, travnaté silnice a sušší okolí vodních toků. Navíc jim vyhovují porosty mopanu (Colosphermum mopane) nebo stromů Baikiaea plurijuga.

## Chování
Tito ptáci žijí ve dvojicích nebo v malých rodinných skupinkách. Mohou též tvořit chvilkové skupiny s jinými druhy, jako je astrild pestrý (Pytilia melba) nebo motýlek angolský (Uraeginthus angolensis). Aktivní jsou ráno a v podvečer, po většinu dne zůstávají ve stínu.
Živí se různými druhy semen, která většinou sbírají přímo ze země. Krom toho ale žerou i hmyz, především termity a různé druhy brouků. Bylo též zaznamenáno, že se krmí i na nektaru Aloe greatheadii a různých plodech, například z rostlin Boscia albitrunca, Carissa bispinosa nebo chřestu. Motýlci granátoví jsou výjimeční, mimo jiné, i proto, že se dokáží živit suchou stravou bez toho, aby pravidelně pili.
Motýlci granátoví žijí v jednom monogamním páru po celý život. Období rozmnožování probíhá ke konci období dešťů. Hnízdo oválné konstrukce pak staví jak sameček, tak samička a je tvořené především trávou, peřím nebo různými květy. Pro stavbu hnízd si vybírají akácie, grevie žluté, majteny a druhy Boscia albitrunca, Combretum apiculatum, Dichrostachys cinerea. Samička naklade 3 až 5 vajec, která jsou následně zahřívána po dobu asi 13 dnů.

## Status
Druhu motýlek granátový přísluší dle Mezinárodního svazu ochrany přírody status málo dotčený (LC). Důvodem je široký rozsah, odhadovaný asi na 3 030 000 km2, a stabilní populace. Ohrožení pro ně představují například vdovky královské (Vidua regia), které, podobně jako kukačky, kladou svá vejce do cizích hnízd a vejce hostitele přitom vyhazují. Odchyt ptáků z volné přírody je též velmi častým, první motýlek granátový byl odchycen a do Evropy dovezen již roku 1754 a jako dárek ho dostala Madame de Pompadour.